# Ribera Baixa
Die Comarca Ribera Baixa ist eine der 16 Comarcas in der Provinz Valencia der Valencianischen Gemeinschaft.
Die im Osten gelegene Comarca umfasst 12 Gemeinden auf einer Fläche von 276,81 km².

## Gemeinden
| Gemeinde             | Einwohner (2024) | Fläche km² | Dichte Einw./km² | Cod INE | Postleitzahl |
| -------------------- | ---------------- | ---------- | ---------------- | ------- | ------------ |
| Albalat de la Ribera | 3.446            | 14,29      | 241              | 46008   | 46687        |
| Almussafes           | 9.057            | 10,76      | 842              | 46035   | 46440        |
| Benicull de Xúquer   | 1.144            | 3,50       | 327              | 46904   | 46689        |
| Corbera              | 3.173            | 20,27      | 157              | 46098   | 46612        |
| Cullera              | 24.181           | 53,82      | 449              | 46105   | 46400, 46408 |
| Favara               | 2.701            | 9,45       | 286              | 46123   | 46614        |
| Fortaleny            | 1.005            | 4,57       | 220              | 46125   | 46418        |
| Llaurí               | 1.236            | 13,63      | 91               | 46155   | 46613        |
| Polinyà de Xúquer    | 2.551            | 9,18       | 278              | 46197   | 46688        |
| Riola                | 1.770            | 5,59       | 317              | 46215   | 46417        |
| Sollana              | 5.035            | 39,23      | 128              | 46233   | 46430        |
| Sueca                | 28.480           | 92,52      | 308              | 46235   | 46410        |
| Comarca Ribera Baixa | 83.779           | 276,81     | 303              | –       | –            |